# Rumeur du 9-3
La rumeur du 9-3, aussi typographiée rumeur du 9.3 ou rumeur du 93, parfois appelée rumeur de Niort,,,, est une série de rumeurs ayant pris de l'ampleur en France au début des années 2010, prétendant que certains maires de province feraient venir dans leur ville des personnes originaires de la Seine-Saint-Denis, le « 9-3 », contre de l'argent,,. Ces rumeurs, notamment à Niort, prétendent d'après le texte de la plainte du maire de Niort « que des personnes de couleur noire, originaires de Seine-Saint-Denis ou d'ailleurs mais, en tout cas, « d'origine non niortaise », sont réputées faire courir à la population un risque d'augmentation de la délinquance ». 
Cette rumeur a été qualifiée de raciste par de nombreux médias et personnalités politiques,,,,.

## Historique
Cette rumeur aurait commencé un peu avant 2010, peut-être dès 2008 au Mans.
À Vitry-le-François, en janvier 2011, les bruits de comptoir voulaient qu'une centaine de logements sociaux soient construits pour désengorger la Seine-Saint-Denis. Le centre communal d'action sociale, lui, était soupçonné de distribuer généreusement des bons d'achat à ces nouveaux venus, pour les aider à s'équiper en électroménager (réfrigérateurs, téléviseurs, paraboles).
De même, début 2011, à Châlons-en-Champagne, l'adjoint au maire, Benoist Apparu, est accusé de « faire venir des trains spécialement d'Île-de-France, de voter des subventions en faveur de ces populations, d'octroyer la gratuité du permis de conduire, ou encore de percevoir 6 000 euros par personne accueillie ». Cette rumeur avait resurgi au moment des législatives de 2012, puis s'était ensuite un peu calmée. À la même époque, la ville de Niort commence à frémir des premiers bruits. Le journal local, La Nouvelle République, publie régulièrement des démentis à partir de 2011,, pour couper court aux fantasmes. Mais des courriers de lecteurs continuent d'arriver. La rumeur se développe au début de l'année 2013.
En 2013, des maires décident de porter plainte contre X pour diffamation, assertions mensongères ou encore provocation non publique à la discrimination et à la haine. Le maire de Poitiers, Alain Claeys, porte plainte en juillet, suivi par la maire de Niort, Geneviève Gaillard,, le maire adjoint de Châlons-en-Champagne, Benoist Apparu, le maire de Saint-Yrieix-la-Perche en Haute-Vienne, Daniel Boisserie, et le maire de Limoges, Alain Rodet,.
Outre ces villes, d'autres villes comme Le Mans, Reims, Saint-Quentin, Soissons, Vitry-le-François, Vichy, Nevers, Limoges, Guéret, La Souterraine, Montluçon, ou même Tulle, le fief de François Hollande, sont concernées par ces accusations.
Cette rumeur date en fait des années 1980, les habitants concernés étant alors des Maghrébins. On trouve aussi trace d'une rumeur similaire dans le Var avec des familles turques dans les années 1970.

## Relais médiatiques
La presse quotidienne régionale (PQR) en parle avec parcimonie jusqu'à mi-2013 afin de ne pas lui donner de consistance. La presse nationale commence les premiers articles à la suite des plaintes des élus en septembre 2013. L'émission C dans l'air sur France 5 lui consacre un numéro entier le 24 octobre 2013 : « La rumeur du 9-3 se propage ». Le sujet est traité par Envoyé spécial sur France 2 le 13 février 2014.

## Origines rationnelles
L'aire urbaine de Niort, qui inclut 77 communes, a gagné 10 % de population en dix ans (1999–2009), soit près de 14 000 habitants (1 150 nouveaux habitants à Niort entre 1999 et 2011) et les deux tiers de cette augmentation sont dus à de nouveaux arrivants, très qualifiés, qui viennent d'Île-de-France et d'aires voisines, y compris La Rochelle.
À partir de ces faits objectifs, dans cette ville qui selon un observateur anonyme interrogé par Le Monde « est en train d'acquérir une population de petite métropole », la part de rumeur consiste à expliquer ce changement et la présence accrue de Noirs par le fait « que le maire les a fait venir ». Selon Jérôme Fourquet, « on peut faire l'hypothèse que cette légende urbaine a fourni à une partie de la population locale une clé de compréhension lui permettant d'appréhender les rapides changements démographiques observés ces dernières années dans son environnement de proximité »
L'adjoint au maire de Châlons-en-Champagne et député de la Marne Benoist Apparu, avance dans une lettre ouverte que la démographie de sa ville a pu changer mais affirme solennellement ne pas être et n'avoir jamais été à l'origine de ces arrivées,.

## Fantasmes
Une enquête de Rue89 parmi les populations « non niortaises » conclut à la présence de population de couleur, mais qui viendrait de Bretagne, de Laval ou de Rennes. La seule personne originaire de Seine-Saint-Denis rencontrée est blanche.
L'affaire touche alors la vie privée de la maire de Niort, qui raconte : « Trois personnes sont venues me féliciter pour mon mariage avec une personne de couleur noire, qui s'est, selon elles, déroulé à 150 kilomètres de Niort. “Évidemment”, avec un Noir, il y a eu un “problème” lors de la cérémonie. Une main courante a été déposée, et c'est ainsi que ça s'est su… » Mais cette rumeur est infondée et l'élue précise : « Je ne suis pas mariée avec un Noir ; je ne vois pas où serait le problème si je l'étais. Mais, à devoir se justifier, on peut passer pour le premier raciste… »
La prétendue explosion du taux de criminalité colportée dans la rumeur n'existe pas. Si les atteintes volontaires à l'intégrité physique ont augmenté de 12 % (324 faits) durant les huit premiers mois de 2013 par rapport à 2012, les autorités parlent de « tendance baissière » sur les autres faits de violence. Les villes incriminées sont même parmi les plus sûres de France.[réf. souhaitée]

## Vecteurs de propagation de la rumeur
- Lors de son dépôt de plainte, le maire de Niort détaille ces vecteurs[20] :
  1. une partie de la presse : celle-ci relate la présence d'un « groupe de jeunes de couleur noire », originaires d'Île-de-France, qui se sont livrés à des actes de délinquance, ainsi que l'agression d'un jeune lycéen par un « groupe de jeunes de couleur noire » ;
  2. des commerçants[13] ;
  3. des fonctionnaires publics dont l'autorité tend à revêtir les propos de la certitude ;
  4. des enfants des écoles, collèges et lycées qui donnent du crédit aux affirmations devenues très nombreuses des adultes qui les entourent et à qui ils font confiance.
- La plainte cible donc implicitement les forces de l'ordre (les « fonctionnaires publics »)[5]. Cela est fait avec diplomatie mais le maire de Niort a quand même envoyé une lettre au préfet pour lui demander de tenir ses troupes[réf. nécessaire] ;
- d'autres vecteurs, non nommément cités dans la plainte sont :
  1. Le Front national (FN) : par exemple, à Vichy, il agit de manière très publique. En mai 2013, Claudine Lopez, secrétaire départementale du FN dans l'Allier, apostrophe le maire, Claude Malhuret, au sujet de « l'accueil de 300 familles venues de Seine-Saint-Denis dans le cadre d'une sorte de plan de délocalisation de population ». Elle rajoute « toutes les rumeurs partent d'une vérité », « Qu’on me prouve que c'est faux ! »[10]. Le 20 janvier 2014, le maire du Mans, Jean-Claude Boulard, déclare porter plainte contre le candidat du FN aux municipales, Louis Noguès, qui selon lui aurait évoqué au cours d'une conférence de presse « des cars entiers de Noirs déversés au Mans »[38],[39],[40].
  2. Les sites de la fachosphère : ils soutiennent que la rumeur est fondée et réclament des publications d'un « tableau démographique » pour voir « s'il y a un solde positif anormal »[2]. À cela, la mairie de Niort répond : « On n'a pas de statistiques sur critères ethniques, c'est interdit. Et on refuserait de répondre pour une simple question d'éthique républicaine. » En conséquence, la suspicion augmente : « On donne l'impression de botter en touche. On paraît sur la défensive. »[37]
  3. Les idées populistes dans l'air du temps : ce n'est pas la rumeur qui crée le racisme, mais plutôt l'inverse. Ce type de rumeur prospère parce que ce genre d'idées populistes est déjà bien ancré dans les esprits. Dans cette affaire, on n'est pas tant sur une opposition gauche/droite mais plutôt masse/élite. C'est la confiance dans les élus qui est mise en cause[29], l'accusation de corruption des politiques[41].
  4. La rumeur est également sous-tendue par un sentiment anti-parisianiste : « réflexe ancestral face à la toute-puissante capitale, crainte de devoir faire les frais d'une politique jacobine, la province suspecte toujours Paris de vouloir la léser »[42]. Le sociologue Gérald Bronner rapproche la rumeur de 9-3 de la rumeur d'Abbeville : lors de la crue de la Somme en 2001, la rumeur avait couru qu'Abbeville avait été inondée pour protéger Paris[43].

## La rumeur et le Front national
Le 10 février 2014, la présidente du Front national (FN), Marine Le Pen, en visite dans la Sarthe, déclare que c'est « bien » d'en parler « Si [la rumeur] est vraie, c'est bien... Oui c'est bien... parce que si on ne le fait pas vous ne le feriez pas... Voilà la réalité... vous voyez à quoi on sert. Nous, c'est notre rôle. » Elle poursuit assurant qu'il s'agit d'une « réalité ». Pour les élections municipales de 2014, les candidats du FN dans les villes concernées font campagne sur cette rumeur. Le FN améliore son score dans plusieurs de ces villes où il n'avait jamais dépassé 10 % auparavant : Poitiers (12 %), Limoges (17 %), Le Mans (15 %), Saint-Quentin (20 %), Reims (16 %).

## Analyses

### Raison de l'existence des  rumeurs racistes
Les rumeurs de ce type sont récurrentes.
- En 1969 à Orléans, la rumeur d'Orléans racontait que des jeunes filles avaient été enlevées dans des cabines d’essayage de boutiques tenues par des juifs[47].
- Dans les années 1980, le faible taux de mortalité dans le 13e arrondissement de Paris était attribué au fait que la population d'origine chinoise cachait ses morts sans les déclarer pour récupérer leurs papiers et les donner à d'autres migrants dans le cadre de filières d'immigration illégale (la vraisemblance de la théorie étant basée sur le cliché selon lequel tous les Chinois se ressemblent). Cette rumeur partait de la réalité statistique de la faible mortalité des immigrés chinois, mais l'interprétait de façon raciste. En fait, la faible mortalité est naturelle chez toute population migrante, car ses arrivants sont plus dans la force de l'âge que vieillissants[31].

La rumeur du 9-3 peut être rapprochée du Grand remplacement,, une théorie du complot raciste aux allégations similaires mais à l'échelle civilisationnelle, introduite en 2010 par Renaud Camus. Plus généralement, la rumeur s'inscrit dans le mythe d'une prétendue « invasion migratoire », qui émerge dans les années 1970, comme par exemple dans le roman Le Camp des saints de Jean Raspail en 1973,.

### Méthodes d'éradication
Il n'y a pas de méthode simple d'éradication ; chaque solution a des effets pervers.

#### Ignorer la rumeur
Les spécialistes en légendes urbaines sont quasiment unanimes : en restant muets, les élus prennent le risque que la rumeur leur échappe et leur fasse du tort. Lors de la rumeur d'Orléans, les autorités ne s'exprimaient pas, ce qui alimentait les fantasmes. « Dans la plupart des cas de silence prolongé, la personnalité ou l’organisation visée par une rumeur doit finalement prendre position afin de limiter les dégâts, mais elle a alors perdu un temps précieux. »

#### Démentir la rumeur
« Le démenti ne fonctionne que rarement, car il représente la parole des personnes incriminées, qui s'opposera à celles des adhérents à la rumeur, plus nombreux, qui ne s'attendent pas à ce que les autorités reconnaissent un tel complot. ».

#### Porter plainte
Dans le cas de propos publics, la plainte permet de contrer son côté symbolique : « Une stratégie qui peut se révéler payante même si les instigateurs de la rumeur ne sont pas connus. La justice est censée être une autorité distincte qui va juger de la véracité et enquêter, à moins qu'elle ne soit englobée dans cette théorie du complot. »
Il y a plusieurs motifs de plainte possible :
- « préjudice causé à l'autorité publique par des assertions mensongères, constitutives d'injures », choisi par la maire de Niort. « Avec cette plainte, tout le monde devient potentiellement coupable d'assertions mensongères. C'est un choix intéressant car les gens n'oseront plus en parler publiquement, mais la rumeur pourra continuer à se propager en sourdine. C'est aussi dangereux car la plupart des diffuseurs ne pensent pas raconter de mensonges et se sentiront, donc, accusés à tort et pas entendus dans leur inquiétude. »[51] ;
- « outrage à personne chargée d'une mission de service public », choisi par le maire de Poitiers. « Il tourne la plainte — vers lui-même et son travail — en une attitude défensive destinée à protéger sa réputation. Cependant, il n'explique pas pourquoi la rumeur est fausse, ni comment il a financé son viaduc. De plus, il ne prend pas en compte l'inquiétude des diffuseurs de la rumeur. »[51]